# Dele Aiyenugba
Dele Mathew Aiyenugba (Jos, 20 novembre 1983) è un ex calciatore nigeriano, di ruolo portiere.

## Palmarès

### Club

#### Competizioni nazionali
- Campionato nigeriano: 4

Enyimba: 2001, 2003, 2005, 2007
- Coppa di Nigeria: 1

Enyimba: 2005

#### Competizioni internazionali
- CAF Champions League: 2

Enyimba: 2003, 2004
- Supercoppa CAF: 2

Enyimba: 2003, 2004